# Brigitte Omboudou
Brigitte Omboudou, née le 29 juillet 1992, est une footballeuse internationale camerounaise qui joue en tant que milieu de terrain pour Amazone FAP et l'équipe nationale féminine du Cameroun.

## Biographie

### Carrière en club
Omboudou joue dans son pays pour les Louves Minproff. En dehors du Cameroun, elle fait des apparitions pour le FC Minsk, club de Premier League biélorusse, et le Delta Queens, club de NWFL Premiership'.

### Carrière internationale
Omboudou joue avec la sélection camerounaise lors des Jeux africains de 2015 et du Tournoi pré-olympique féminin de la CAF 2020 (quatrième tour).
Elle est sélectionnée pour disputer la Coupe d'Afrique des nations 2022.